# Ama Degbeon
Ama Lemonie Owusua Degbeon (* 16. Dezember 1995 in Berlin) ist eine deutsche Basketballspielerin. Die 1,84 m große Spielerin wird als Power Forward und als Centerin eingesetzt.

## Laufbahn
2011 erkannte die damalige U16- und A-Bundestrainerin Alexandra Maerz das Talent Ama Degbeons und überzeugte die Spielerin des USC Heidelberg von einem Wechsel in das Basketball-Teilzeitinternat (BTI) nach Grünberg (Hessen). In der Folge wurde Ama Degbeon in der WNBL-Mannschaft Mittelhessen (ein gemeinsames U17-Bundesliga-Team der hessischen Kooperationspartner TSV Grünberg und BC Marburg) und später auch im Zweitligateam der Bender Baskets Grünberg eingesetzt. Ihre Länderspielkarriere begann Ama Degbeon in der U16-Auswahl, es folgten Berufungen in die U18- und U20-Auswahlmannschaften des DBB.
Bereits mit 17 Jahren absolvierte sie am 11. Mai 2013 ihr erstes A-Länderspiel und feierte mit sechs Punkten gegen Luxemburg einen gelungenen Einstand. Folgerichtig wurde sie im gleichen Jahr bei den Qualifikationsspiele zur Europameisterschaft eingesetzt. In der Saison 2013/2014 folgte ihr Aufstieg in die höchste deutsche Liga. Ama Degbeon spielte mit einer Doppellizenz sowohl beim Zweitligisten TSV Grünberg als auch beim Erstligisten BC Marburg. In Marburg wurde die junge Spielerin schnell Stammspielerin.
2014 erhielt Ama Degbeon ein Stipendium an der Florida State University in Tallahassee. Sie studierte (Hauptfach: Biologie) und spielte bis 2018 an der Hochschule in den Vereinigten Staaten. Die besten Statistiken ihre Uni-Zeit in den USA verbuchte Degbeon in ihrer Senior-Saison 2017/18, als sie bei 33 Einsätzen 32-mal in der Anfangsaufstellung stand und Mittelwerte von 6,5 Punkten und 6,5 Rebounds erzielte.
Zur Saison 2018/19 wechselte sie zum schwedischen Erstligisten A3 Basket Umeå, mit dem sie im Frühjahr 2019 den Meistertitel gewann. Im August 2019 wurde sie deutsche Meisterin in der Basketballspielart „3-gegen-3“. Sie nahm im Vorfeld der Saison 2019/20 ein Angebot des polnischen Vereins AZS UMCS Lublin an, im Februar 2020 ging sie nach Umeå zurück.
Der ungarische Verein BKG-Prima Szigetszentmiklós gab im September 2022 Degbeons Verpflichtung bekannt. 2023 erreichte sie mit Deutschland bei der Europameisterschaft den sechsten Platz. Sie widmete sich dann vor allem der Spielart „3-gegen-3“, unter anderem als Mitglied einer japanischen Mannschaft.